# Lisbet Ohlson-Trulsson
Anna Lisbet Ohlson-Trulsson, född 25 oktober 1931 i Åmotfors i Värmlands län, är en svensk målare, tecknare, grafiker och teckningslärare. Hon gifte sig 1956 med Bertil Trulsson.
Ohlson-Trulsson studerade vid Konstfackskolan i Stockholm 1951–1955. Hon har företagit studieresor till England, Frankrike, Tyskland och Nederländerna. Hon ställde ut i Nationalmuseums Unga tecknare 1955–1957. Hon var dekoratör vid Stockholms stads barnteater 1954-1955 och har därefter arbetat som teckningslärare.
Ohlson-Trulssons produktion består huvudsakligen av spontana teckningar i en förenklad naturåtergivande stil (landskap och figurstudier). 
Hon är representerad på Åmotfors brandstation med tre monumentalmålningar i äggoljetempera som föreställer de tre elementen samt vid Moderna museet.